# 吉崎正義
吉崎正義（よしざき せいぎ、1928年4月3日 - ）は日本の厚生医系技官。環境庁大気保全局長、厚生省医務局長、健康政策局長などを歴任。

## 来歴
新潟県出身。東京大学医学部医学科卒業。1956年 厚生省入省。1970年7月1日 鳥取県厚生部長。1974年1月16日 鳥取県衛生環境部長。同年6月11日 厚生省環境衛生局水道環境部環境整備課長。1975年7月8日 厚生省医務局国立療養所課長。1977年6月21日 厚生省医務局国立病院課長。1979年8月7日 厚生省大臣官房統計情報部長。1981年12月 環境庁大気保全局長。1983年8月26日 厚生省医務局長。1984年7月1日 厚生省健康政策局長。1985年8月17日 退官。1986年1月 環境衛生金融公庫理事。1990年8月 財団法人血液製剤調査機構専務理事。